# ATC-kod V06: Näringspreparat
ATC-kod V06: Näringspreparat är en del av klassificeringssystemet ATC (Anatomical Therapeutic Chemical Classification System) för läkemedel och vissa andra medicinska produkter. ATC utvecklas av WHO och består av alfanumeriska koder indelade i grupper utifrån anatomi, medicinsk funktion och läkemedelstyp på 5 olika kodnivåer. Denna sida utgör innehållet i en specifik grupp på nivå 2.

## V06A Dietpreparat förbantning

### V06AALågenergidiet
Inga undergrupper.

## V06BProtein-supplement
Inga undergrupper.

## V06C Preparat för barn

### V06CA Medel vidfenylketonuri
Inga undergrupper.

## V06D Övriga näringspreparat

### V06DAKolhydrat-,protein-,mineral- ochvitamin-tillskott
Inga undergrupper.

### V06DBFett-, kolhydrat-, protein-, mineral- och vitamintillskott
Inga undergrupper.

### V06DCKolhydrater
V06DC01 Glukos
V06DC02 Fruktos

### V06DDAminosyror, inkl kombinationer medpolypeptider
Inga undergrupper.

### V06DE Aminosyror-, kolhydrat-, protein-, mineral- och vitamintillskott
Inga undergrupper.

### V06DFMjölksubstitut
Inga undergrupper.

### V06DX Övriga kombinationer avnäringsämnen
Inga undergrupper.

### Engelska
- WHO Collaborating Centre for Drug Statistics Methodology - ATC Index
- WHO Collaborating Centre for Drug Statistics Methodology - ATCvet Index

### Svenska
- SIL online
- FASS.se - ATC
- FASS.se - Veterinär-ATC
- Sök läkemedelsfakta - Läkemedelsverket
- Socialstyrelsen : Klassifikationer
- Nationellt produktregister för läkemedel - NPL